# Preistransparenzgesetz (Österreich)
Das Preistransparenzgesetz regelt in Österreich die Preise für Erdöl, Mineralölerzeugnisse, Gas, Strom und Arzneimittel und setzt Preisauszeichnungsvorschriften.